# یوتاکا وادا
یوتاکا وادا (انگلیسی: Yutaka Wada؛ زادهٔ ۲ سپتامبر ۱۹۶۲) بازیکن بازنشته بیسبال اهل ژاپن است.